# Vjekoslav Luburić
Vjekoslav Luburić (Humac, 20 de junho de 1914–Carcaixent, 20 de abril de 1969) foi um oficial croata Ustaše que chefiou o sistema de campos de concentração no Estado Independente da Croácia (NDH) durante grande parte da Segunda Guerra Mundial. Luburić também supervisionou e liderou pessoalmente os genocídios contemporâneos de sérvios, judeus e ciganos no NDH.
Luburić juntou-se ao movimento Ustaše de Ante Pavelić em 1931, deixou a Iugoslávia no ano seguinte e mudou-se para a Hungria. Após a invasão da Iugoslávia pelo Eixo e o estabelecimento do NDH com Pavelić à frente, Luburić retornou aos Bálcãs. No final de junho de 1941, Luburić foi despachado para a região de Lika, onde supervisionou uma série de massacres de sérvios, que serviram de casus belli para a revolta de Srb. Nessa época, ele foi nomeado chefe do Gabinete III, um departamento do Serviço de Vigilância Ustaše encarregado de supervisionar a extensa rede de campos de concentração do NDH. O maior deles foi Jasenovac, onde aproximadamente 100 mil pessoas foram mortas ao longo da guerra. No final de 1942, Luburić foi nomeado comandante do 9º Regimento de Infantaria da Guarda Nacional Croata, mas foi destituído de seu comando após atirar e matar um de seus subordinados. Sob pressão alemã, foi colocado em prisão domiciliária, mas manteve o controlo de facto dos campos de concentração de Ustaše. Em agosto de 1944, ele desempenhou um papel de liderança na interrupção da Conspiração Lorković-Vokić, que procurava derrubar Pavelić e substituí-lo por um governo pró-Aliado. Em fevereiro de 1945, Pavelić despachou Luburić para Sarajevo, onde, durante os dois meses seguintes, supervisionou a tortura e o assassinato de centenas de comunistas conhecidos e suspeitos. Luburić voou de volta para Zagreb no início de abril e foi promovido ao posto de general.
O NDH entrou em colapso em maio de 1945 e o seu território foi reintegrado na Iugoslávia. Luburić ficou para trás para conduzir uma campanha de guerrilha contra os comunistas, durante a qual foi gravemente ferido. Em 1949, emigrou para a Espanha e tornou-se ativo nos círculos de emigrados Ustaše. Em 1955, Luburić rompeu com Pavelić devido ao apoio professado deste último a uma futura partição da Bósnia e Herzegovina entre a Grande Croácia e a Grande Sérvia, e formou uma organização nacionalista croata rival conhecida como Resistência Nacional Croata. O desacordo resultou em grande aspereza entre os dois homens e, quando Pavelić morreu em 1959, Luburić foi proibido de comparecer ao seu funeral. Em abril de 1969, Luburić foi encontrado assassinado em sua casa, vítima da polícia secreta iugoslava ou de rivais da comunidade de emigrados croatas.

## Biografia
Vjekoslav Luburić nasceu em uma família croata da Herzegovina  na aldeia de Humac, perto de Ljubuški, em 6 de março de 1914.  Ele era o terceiro filho de Ljubomir Luburić, bancário, e de Marija Soldo, dona de casa.  O casal teve outro filho, Dragutin, e duas filhas, Mira e Olga.  Luburić era um católico romano devoto e praticante.  Em dezembro de 1918, seu pai foi baleado por um policial enquanto contrabandeava tabaco e morreu devido a perda de sangue.  [a] Após a morte de seu pai, Luburić passou a "detestar e se ressentir dos sérvios e da monarquia sérvia", escreve a historiadora Cathie Carmichael.  Pouco depois, a irmã de Luburić, Olga, cometeu suicídio ao saltar no rio Trebižat depois de a sua mãe a ter proibido de casar com um muçulmano . Após a morte do pai e da irmã de Luburić, sua mãe encontrou trabalho em uma fábrica de tabaco para sustentar os filhos restantes. Ela logo se casou com um homem chamado Jozo Tambić, com quem teve mais três filhos.  Os meio-irmãos de Luburić, nascidos do segundo casamento de sua mãe, chamavam-se Zora, Nada e Tomislav. 
Luburić completou a sua educação primária em Ljubuški, antes de se mudar para Mostar para frequentar a escola secundária. Lá, ele começou a se associar com jovens nacionalistas croatas. Ele se tornou cada vez mais agressivo com seus professores e colegas, e muitas vezes faltava às aulas. O primeiro encontro de Luburić com as autoridades ocorreu em 7 de setembro de 1929, quando foi preso por vadiagem e condenado a dois dias de prisão por um tribunal de Mostar.  Em seu último ano, Luburić abandonou o ensino médio para trabalhar na bolsa de valores pública de Mostar. Em 1931, juntou-se ao Ustaše, um movimento fascista e ultranacionalista croata comprometido com a destruição da Iugoslávia e o estabelecimento da Grande Croácia.  No mesmo ano, foi preso por desvio de recursos pertencentes à bolsa.  Em 5 de dezembro, Luburić foi condenado a cinco meses de prisão por peculato. Pouco depois, ele escapou do cativeiro e conseguiu chegar até a fronteira entre a Albânia e a Iugoslávia antes de ser recapturado. Após a libertação, Luburić mudou-se para o norte da Croácia e depois para Subotica, onde cruzou sub-repticiamente a fronteira húngaro -iugoslava. Luburić encontrou-se pela primeira vez com a comunidade de emigrados croatas em Budapeste antes de se mudar para um campo de treino Ustaše chamado Janka-Puszta.  Situado perto da fronteira iugoslava, Janka-Puszta foi um dos vários campos de treinamento Ustaše estabelecidos na Hungria e na Itália, cujos governos eram simpáticos à causa Ustaše e tinham aspirações territoriais na Iugoslávia. Abrigava várias centenas de emigrados croatas, a maioria trabalhadores manuais que retornavam da Europa Ocidental e da América do Norte. Os recrutas prestaram juramento de lealdade ao líder dos Ustaše, Ante Pavelić, participaram em exercícios pseudo-militares e produziram material de propaganda anti-sérvia.  Foi em Janka-Puszta que Luburić ganhou o apelido de Maks, que usaria pelo resto da vida. 
Em outubro de 1934, o rei Alexandre da Iugoslávia foi assassinado durante uma visita diplomática a Marselha, numa conspiração conjunta entre a Organização Revolucionária Interna da Macedônia e os Ustaše. Após o assassinato, a maioria dos Ustaše residentes na Hungria foram despejados pelo governo do país, com exceção de Luburić e vários outros.  Por um curto período, Luburić residiu em Nagykanizsa, onde, após um breve caso amoroso, uma mulher local lhe deu um filho. 

## Segunda Guerra Mundial

### Criação do Estado Independente da Croácia

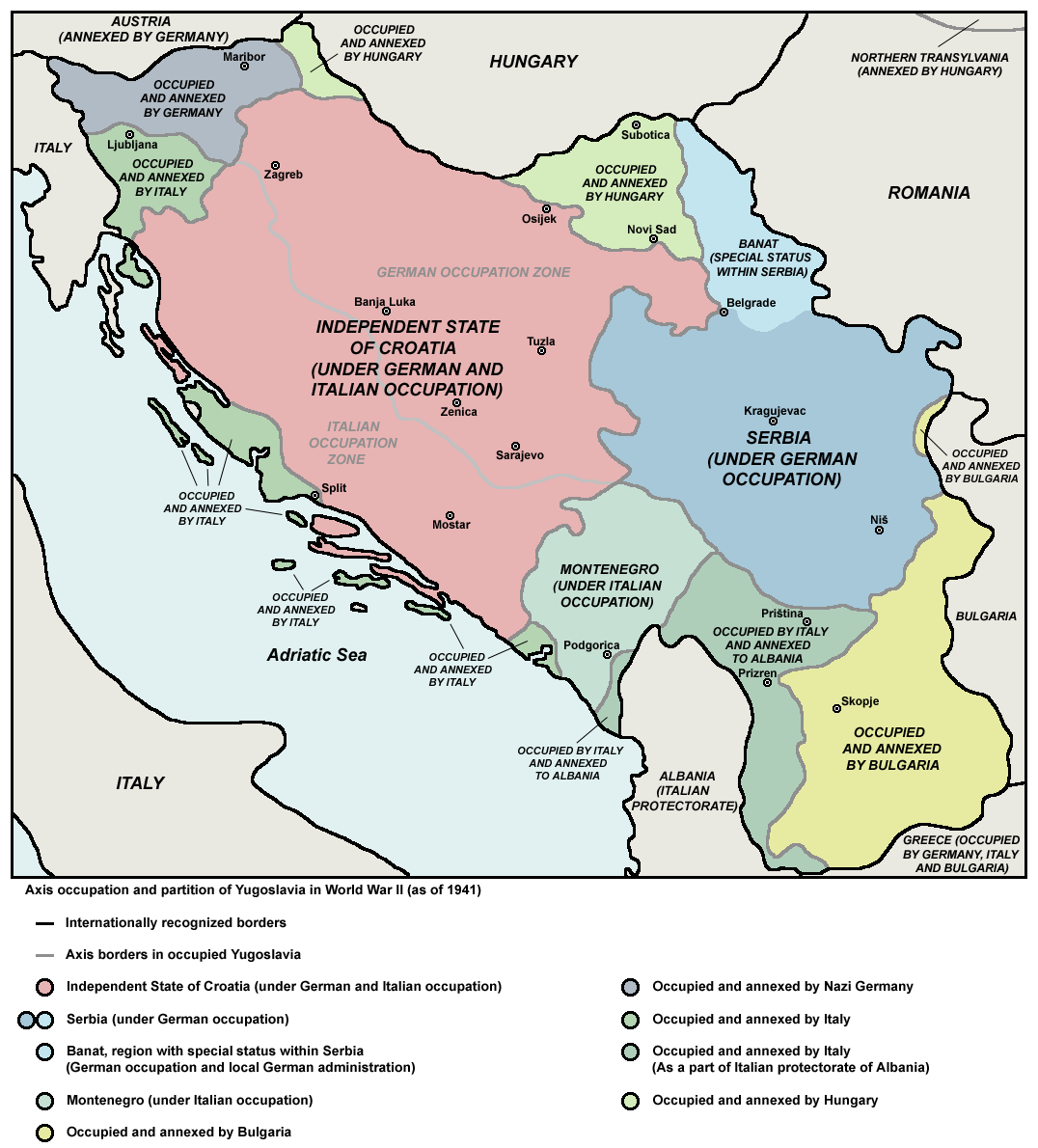
Mapa da partição da Iugoslávia, 1941–1943

Após o Anschluss de 1938 entre a Alemanha e a Áustria, a Iugoslávia passou a partilhar a sua fronteira noroeste com o Terceiro Reich e caiu sob pressão crescente à medida que os seus vizinhos se alinhavam com as potências do Eixo. Em abril de 1939, a Itália abriu uma segunda fronteira com a Iugoslávia quando invadiu e ocupou a vizinha Albânia.  Após a eclosão da Segunda Guerra Mundial, o governo iugoslavo declarou a sua neutralidade.  Entre setembro e novembro de 1940, a Hungria e a Romênia aderiram ao Pacto Tripartite, alinhando-se com o Eixo, e a Itália invadiu a Grécia. A Iugoslávia estava então quase completamente cercada pelas potências do Eixo e pelos seus satélites, e a sua posição neutra em relação à guerra tornou-se tensa.  No final de fevereiro de 1941, a Bulgária aderiu ao Pacto. No dia seguinte, as tropas alemãs entraram na Bulgária vindas da Roménia, fechando o cerco em torno da Iugoslávia.  Com a intenção de assegurar o seu flanco sul para o ataque iminente à União Soviética, o ditador alemão Adolf Hitler começou a exercer forte pressão sobre a Iugoslávia para se juntar ao Eixo. Em 25 de março de 1941, após algum atraso, o governo iugoslavo assinou condicionalmente o Pacto. Dois dias depois, um grupo de oficiais nacionalistas sérvios pró-ocidentais da Força Aérea Real Iugoslava depôs o regente do país, o príncipe Paulo, em um golpe de estado sem derramamento de sangue. Eles colocaram seu sobrinho adolescente Pedro II no trono e levaram ao poder um "governo de unidade nacional" liderado pelo chefe da Força Aérea Real Iugoslava, General Dušan Simović.  O golpe enfureceu Hitler, que imediatamente ordenou a invasão do país, que começou em 6 de abril de 1941. 
Em 10 de abril, a criação do Estado Independente da Croácia (em croata:  Nezavisna Država Hrvatska; NDH) foi anunciado na rádio por Slavko Kvaternik, um antigo oficial do Exército Austro-Húngaro que esteve em contacto com nacionalistas croatas no estrangeiro.  Pavelić chegou a Zagreb em 15 de abril e proclamou-se líder (em croata:  Poglavnik) do NDH, tendo garantido aos alemães que o NDH seria leal à causa do Eixo.  Desencantados com mais de vinte anos de hegemonia sérvia, a maioria dos croatas acolheu com entusiasmo a criação do NDH. A invasão da Iugoslávia pelo Eixo transformou os Ustaše de uma pequena e relativamente obscura organização nacionalista croata em um movimento popular quase da noite para o dia.  [b] Os alemães inicialmente queriam instalar o líder do Partido Camponês Croata, Vladko Maček, como chefe do estado-fantoche croata, mas Maček recusou, citando suas convicções democráticas e sua firme crença de que as potências do Eixo não venceriam a guerra.  O NDH foi dividido em áreas de influência alemã e italiana.  A área de influência italiana foi dividida em três zonas operacionais. A Zona I, que consistia na zona costeira e insular que circundava as cidades de Zadar, Šibenik, Trogir e Split, foi diretamente anexada pela Itália. A Zona II foi consignada ao NDH. Abrangeu grande parte da Dalmácia e do interior da Dalmácia. A Zona III, também atribuída ao NDH, estendia-se até à Bósnia ocidental e central, a uma faixa da Bósnia oriental e a toda a Herzegovina. 
Em 17 de Abril, os Ustaše instituíram a Disposição Legal para a Defesa do Povo e do Estado, uma lei que legitima o estabelecimento de campos de concentração e o fuzilamento em massa de reféns em todo o NDH.  A Questão Judaica era apenas uma preocupação secundária para os Ustaše. O seu principal objectivo era livrar o NDH dos seus 1,9 milhões de sérvios, que representavam cerca de 30% da população total do incipiente estado fantoche.  Altos funcionários do Ustaše declararam abertamente que procuravam matar um terço dos sérvios que viviam no NDH, expulsar um terço e converter um terço ao catolicismo romano.  As queixas do movimento Ustaše centraram-se nas injustiças percebidas infligidas aos croatas na Iugoslávia dominada pelos sérvios durante o período entreguerras. Altos funcionários do Ustaše citaram o fuzilamento de cinco deputados parlamentares croatas em junho de 1928, o assassinato do antropólogo e historiador nacionalista croata Milan Šufflay em 1931, a supressão do levante de Velebit em 1932, o assassinato do vice-presidente do Partido Camponês Croata, Josip Predavec. em 1933, e a prisão e encarceramento de dezenas de outras figuras políticas croatas. 

### Operações iniciais de limpeza étnica

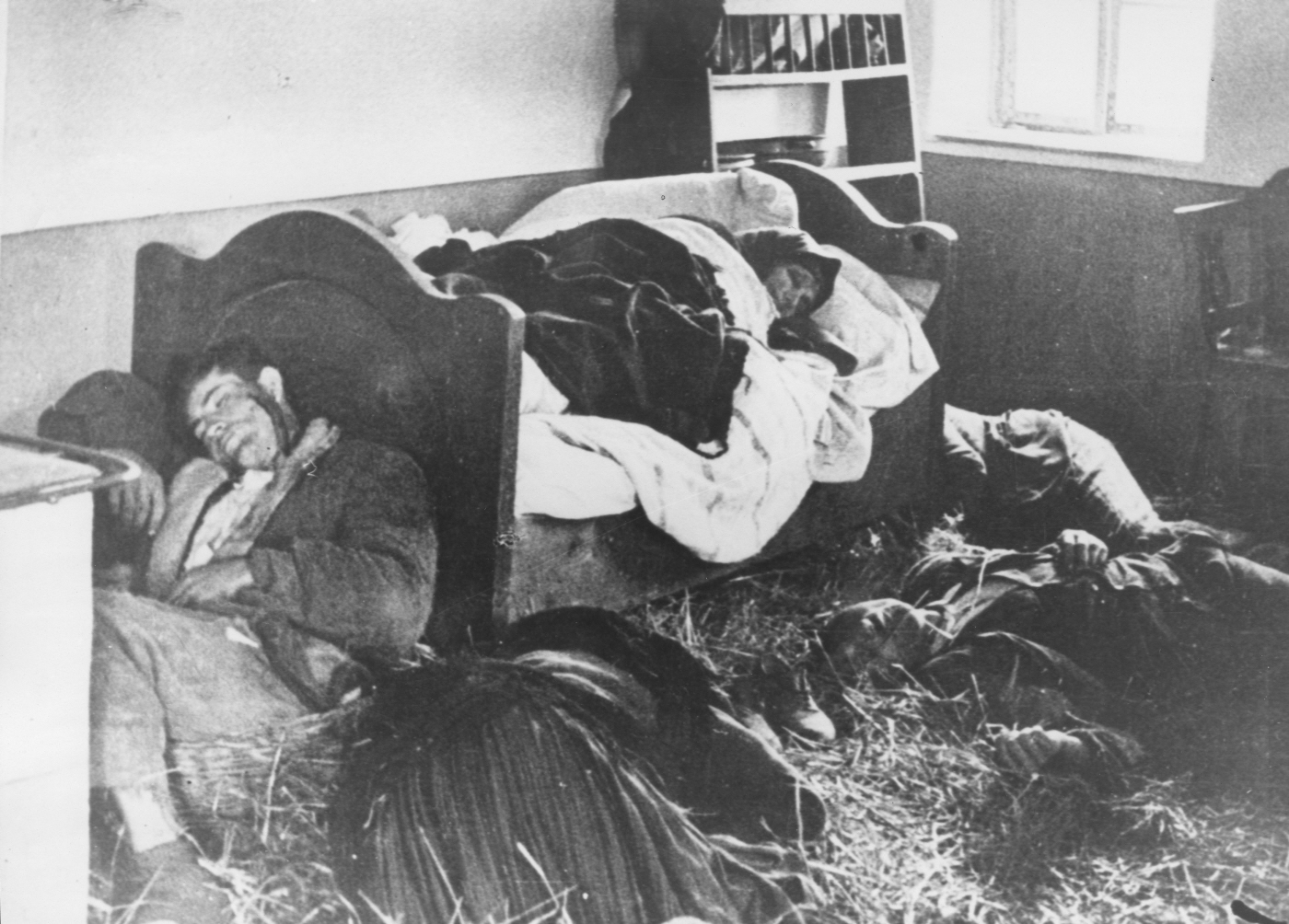
Uma família sérvia morta em sua casa pelos Ustaše, 1941

No início de abril de 1941, Luburić cruzou ilegalmente a fronteira iugoslava perto da cidade de Gola. Em meados de abril, ele chegou a Zagreb e foi nomeado para o Gabinete Econômico da Sede Principal da Ustaše (em croata:  Glavni ustaški stan; GUS), o órgão governante Ustaše, servindo como ajudante de Vjekoslav Servatzy .  Em 6 de maio, Luburić foi enviado para a aldeia de Veljun, perto de Slunj, para liderar a captura de 400 homens sérvios da aldeia em retaliação pelo assassinato de uma família croata na vizinha Blagaj na noite anterior. Embora a identidade dos perpetradores permanecesse um mistério, os Ustaše anunciaram que os sérvios de Veljun eram os responsáveis e decidiram que os habitantes do sexo masculino da aldeia deveriam ser punidos colectivamente.  Luburić tinha um total de cinquenta homens à sua disposição, muitos deles Ustaše de longa data, que viveram exilados na Itália na década de 1930.  Na noite de 9 de Maio, os homens sérvios de Veljun foram levados para Blagaj e mortos com facas e objectos contundentes no quintal de uma escola primária local. Os assassinatos duraram a noite toda. Na manhã seguinte, Luburić foi visto saindo da escola coberto de sangue, lavando as mãos e mangas junto a um poço de água. 
No final de Junho, oficiais Ustaše que conduziam pelas aldeias de Gornja Suvaja e Donja Suvaja, na região de Lika, relataram terem sido alvejados, o que levou as autoridades regionais a ordenar uma acção de “limpeza” contra as aldeias.  Na manhã de 1º de julho, Luburić liderou um grupo de Ustaše nas duas aldeias.   O historiador Max Bergholz escreve que até 300 Ustaše participaram da operação.  Segundo o jornalista e sobrevivente do Holocausto Slavko Goldstein, Luburić tinha à sua disposição cerca de 150 membros da Força Auxiliar Ustaše, além de 250 membros da Guarda Nacional Croata .  Muitos dos habitantes masculinos de Gornja Suvaja e Donja Suvaja fugiram para o deserto antes da chegada dos Ustaše. As suas familiares ficaram para trás e foram vítimas de violação e mutilação sexual.  O massacre durou cerca de duas horas; os Ustaše dependiam principalmente de facas e porretes para matar suas vítimas.  Pelo menos 173 aldeões foram mortos, a maioria mulheres, crianças e idosos.  
Em 2 de julho, 130–150 Ustaše atacou a aldeia vizinha de Osredci. A maioria dos habitantes da aldeia fugiu na expectativa de um massacre, tendo ouvido falar do que aconteceu em Gornja Suvaja e Donja Suvaja no dia anterior. Ao longo dos dois dias seguintes, os Ustaše massacraram cerca de trinta habitantes da aldeia, a maioria idosos e enfermos, que não conseguiram fugir junto com os outros.  Ao mesmo tempo, Luburić e seus seguidores massacraram os habitantes da aldeia vizinha de Bubanj.  De acordo com os seus próprios documentos internos, os Ustaše mataram 152 civis sérvios em Bubanj e incendiaram vinte casas. Em algumas famílias, nem uma única pessoa sobreviveu. Relatos de sobreviventes sugerem que o número de mortes foi de cerca de 270.  No dia 3 de julho, uma das unidades de Luburić deteve 53 habitantes da aldeia de Nebljusi, incluindo dez crianças com menos de 12 anos. Eles foram transportados em carroças puxadas por cavalos para a aldeia vizinha de Boričevac, que continha um quartel e um poço cárstico. Os residentes de Nebljusi foram detidos dentro do quartel até ao anoitecer, juntamente com doze homens adultos que tinham sido detidos anteriormente. Naquela noite, eles foram conduzidos ao fosso cárstico em grupos de oito e empurrados para dentro para a morte. Duas das vítimas conseguiram sobreviver à provação.  No final de julho, os Ustaše mataram pelo menos 1.800 sérvios em Lika e arredores. 
As atrocidades de Ustaše contra a população sérvia do NDH levaram milhares de sérvios a juntarem-se aos partisans de Josip Broz Tito e aos Chetniks de Draža Mihailović.  [c] Os massacres de Lika, em particular, serviram como casus belli para o levante de Srb, que começou em 27 de julho.  A revolta levou às ocupações militares italianas da Zona II e Zona III.  "Luburić e os seus superiores calcularam erradamente que os assassinatos brutais de uma população inocente anulariam qualquer resistência embrionária ao seu plano de criação de uma 'área etnicamente pura'", observou Goldstein. "Suas ações... provocou o efeito completamente oposto."  Em meados de julho de 1941, Luburić foi encarregado de recapturar dezenas de presos que haviam escapado do campo de Kerestinec. Quase todos os fugitivos foram capturados ou mortos, e vários Ustaše também perderam a vida. 

### Serviço de Vigilância Ustaše, Gabinete III

#### Jasenovac, I-III

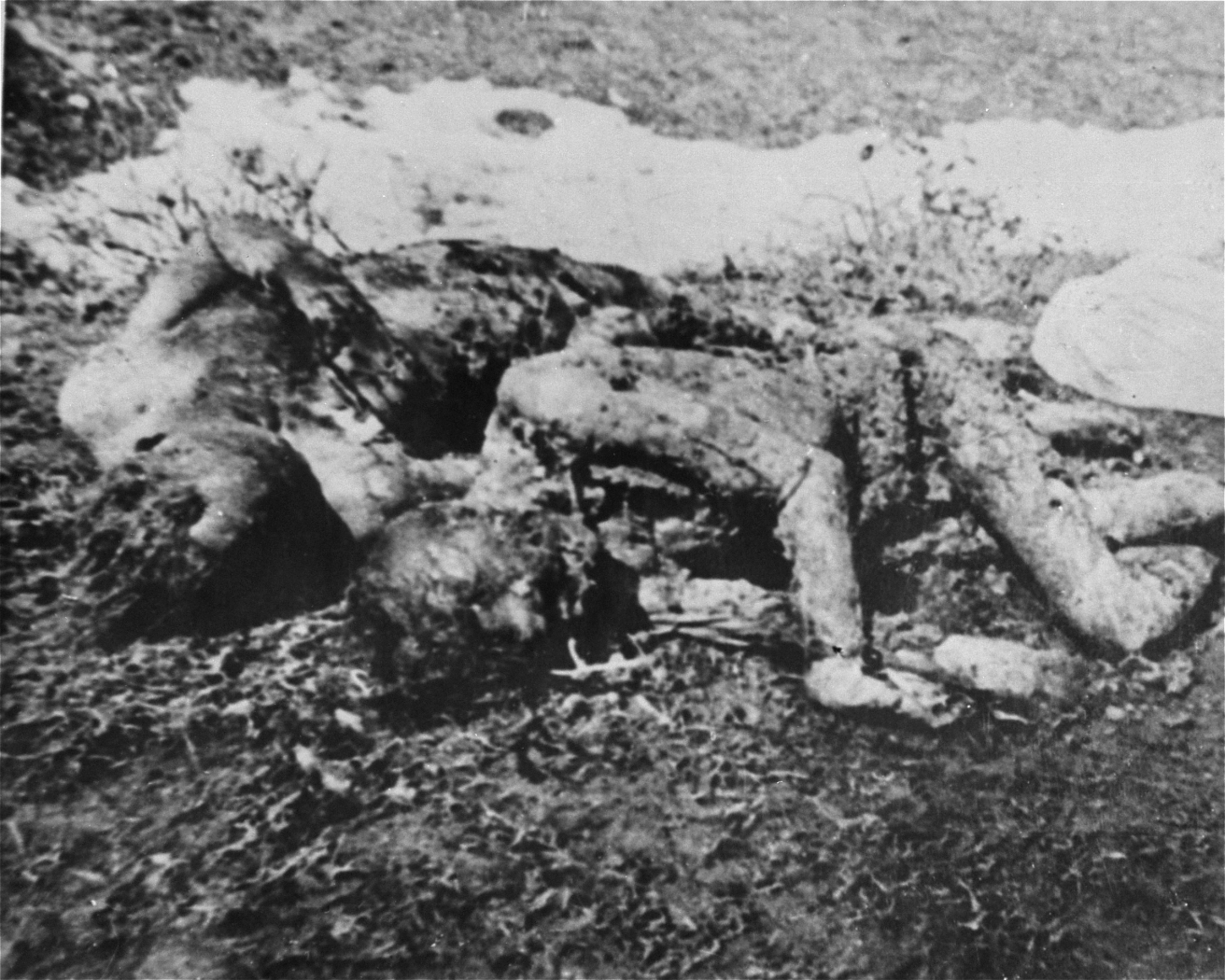
Os cadáveres em decomposição de duas vítimas de Jasenovac.

O setor de segurança do NDH era composto por duas agências, a Direção de Segurança e Ordem Pública (em croata:  Ravnateljstvo za javni red i sigurnost; RAVSIGUR) e o Serviço de Vigilância Ustaše (em croata:  Ustaška nadzorna služba; UNS).  Tanto o RAVSIGUR quanto a UNS eram liderados pelo filho de Kvaternik, Dido.  O RAVSIGUR foi criado em 4 de maio de 1941.  A UNS foi criada em agosto.  [d] [e] Este último foi dividido em três gabinetes: Gabinete I, Gabinete III e Gabinete IV. O Gabinete III, também conhecido como Defesa Ustaše, foi encarregado de administrar os campos de concentração do NDH.  Havia cerca de 30 no total estendendo-se pelo NDH.  De abril a agosto de 1941, o RAVSIGUR foi responsável pela administração dos campos.  Durante grande parte da guerra, o Gabinete III foi chefiado por Luburić.  De acordo com Siegfried Kasche, o embaixador alemão no NDH, Luburić tinha previsto a criação de uma rede de campos de concentração durante o seu tempo no exílio.  
Em maio de 1941, Kvaternik ordenou a construção de dois centros de detenção nas aldeias de Krapje (Jasenovac I) e Bročice (Jasenovac II), os dois primeiros subcampos do que viria a ser o campo de concentração de Jasenovac. Krapje e Bročice abriram em 23 de agosto.  No mesmo dia, face à ocupação militar italiana da Zona II, o Gabinete III ordenou a dissolução de todos os campos de concentração situados nas zonas costeiras do NDH.  Nos primeiros meses de operação do sistema de campos de concentração de Jasenovac, Luburić raramente ordenava execuções em massa sem o consentimento dos seus superiores.  Ante Moškov, um importante oficial Ustaše, observou: "Ele gostava mais do Poglavnik do que de sua própria mãe e irmãos, e lealdade e obediência a ele eram o sentido de sua vida."  A lealdade e dedicação de Luburić eventualmente valeram a pena e, à medida que a guerra avançava, ele se tornou um membro de confiança do círculo íntimo de Pavelić.  [f] No final de setembro de 1941, o governo do NDH despachou Luburić ao Terceiro Reich para estudar os métodos alemães de criação e manutenção de campos de concentração.  A visita de Luburić aos campos durou dez dias.   Os campos subsequentes de Ustaše foram modelados em Oranienburg e Sachsenhausen.  [g] O sistema de campos de Jasenovac estava situado em uma área densamente povoada por sérvios.  Por ordem de Luburić, entre setembro e outubro de 1941, todas as aldeias sérvias nas proximidades dos dois subcampos foram arrasadas, os seus habitantes presos e deportados para Krapje e Bročice.  Entre 14 e 16 de novembro de 1941, Krapje e Bročice foram dissolvidos.  Prisioneiros fisicamente aptos foram forçados a construir um terceiro subcampo, Jasenovac III, que veio a ser conhecido como Alvenaria (em croata:  Ciglana).  Os doentes e enfermos foram mortos ou deixados para morrer nos acampamentos abandonados. Dos 3.000 a 4.000 prisioneiros detidos em Krapje e Bročice no momento da sua dissolução, apenas 1.500 sobreviveram à Alvenaria. 

#### Jasenovac, IV-V

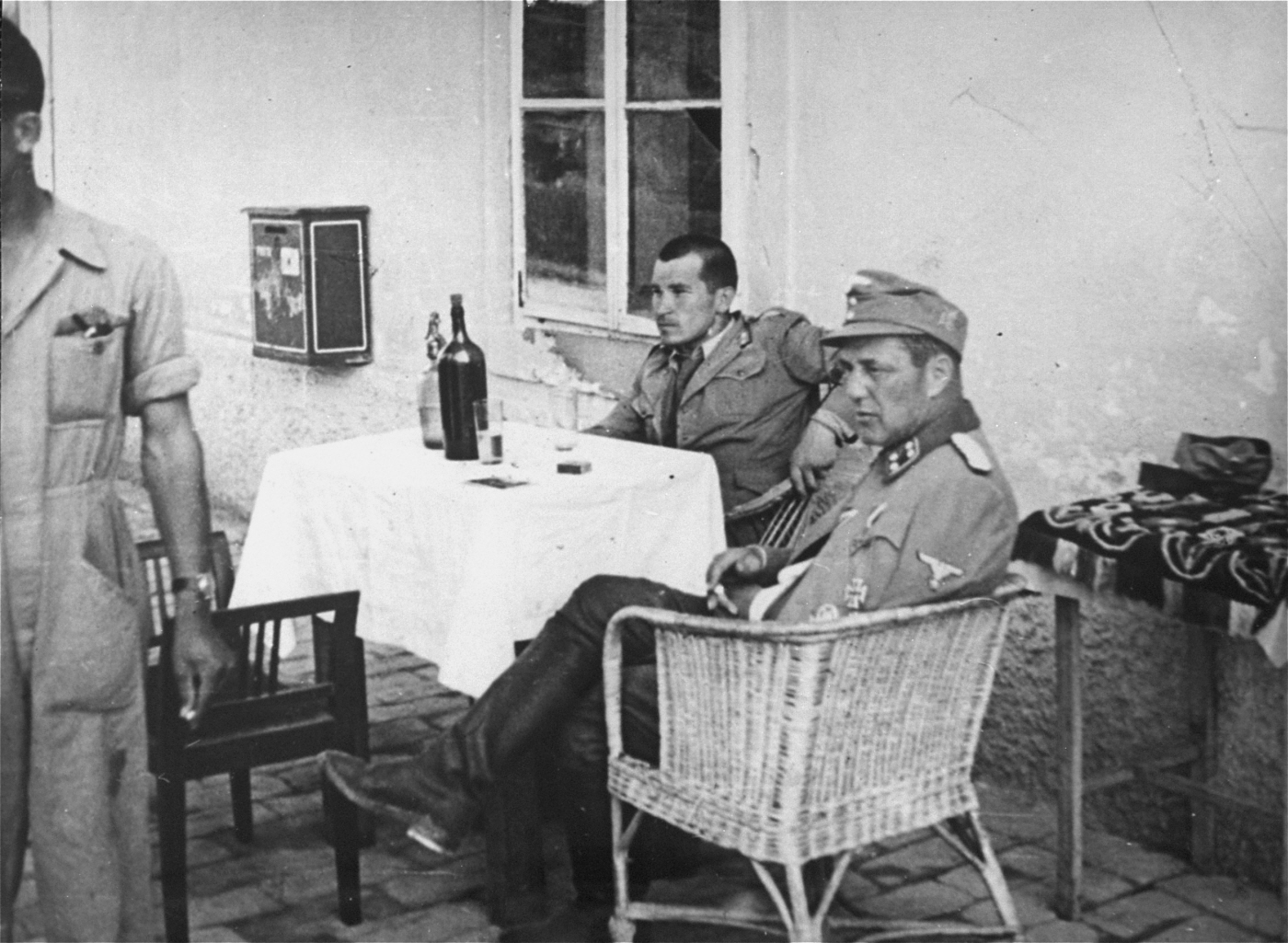
Luburić sentado com um oficial alemão em Stara Gradiška, junho de 1942

Armado com as informações que reuniu na Alemanha, Luburić conseguiu organizar o Brickyard com mais eficiência do que Krapje e Bročice.  Em janeiro de 1942, o Gabinete III ordenou o estabelecimento de Jasenovac IV, um subcampo dedicado à produção de couro, que ficou conhecido como Curtume (em croata:  Kožara).  Um quinto e último subcampo, Jasenovac V, foi estabelecido na mesma época. Conhecida como Stara Gradiška, em homenagem à aldeia onde estava localizada, era supervisionada por guardas masculinos e femininos.  Entre elas estavam as meias-irmãs de Luburić, Nada e Zora.  O primeiro participou extensivamente nas torturas e execuções que ocorreram em Stara Gradiška.   Ela se casou com Dinko Šakić.  Durante a guerra, Šakić serviu como vice-comandante de Stara Gradiška,  e mais tarde, como comandante do Brickyard.  Luburić também recrutou o seu primo Ljubo Miloš.   Miloš serviu como comandante do serviço de trabalho em Brickyard.  Tal como Luburić, que tinha quase trinta anos quando foi nomeado chefe do Gabinete III, a maior parte dos Ustaše encarregados de administrar o sistema de campos de Jasenovac eram extremamente jovens. Šakić tinha 20 anos em 1941 e Miloš tinha 22. 
O sistema de acampamento Jasenovac era guardado por mais de 1.500 Ustaše.  O Brickyard, o Curtume e Stara Gradiška tinham capacidade para abrigar 7.000 presos, embora o número de presos nunca tenha ultrapassado 4.000 em determinado momento.  Luburić visitou o sistema de campos de Jasenovac duas ou três vezes por mês.  Ele insistiu em matar pessoalmente pelo menos um preso em cada uma de suas visitas.  Luburić gostava de insultar os prisioneiros quanto à data e método de sua execução.   Ele “se divertia colocando seu revólver contra a cabeça dos prisioneiros”, escreve o biógrafo de Tito, Jasper Godwin Ridley. "Às vezes ele puxava o gatilho; às vezes não."  A crueldade de Luburić também se estendeu aos outros campos Ustaše. Num caso, ele despachou deliberadamente centenas de presos infectados pelo tifo de Stara Gradiška para Đakovo, a fim de acelerar a propagação da doença entre os seus prisioneiros.  “Luburić criou uma tal atmosfera”, lembrou Miloš, “que cada Ustaša se sentiu realmente chamado a matar um prisioneiro, acreditando que isso seria um ato de patriotismo”.  [h] Depois de experimentar sem sucesso com vans de gás, Luburić ordenou que uma câmara de gás fosse construída em Stara Gradiška, que usava uma combinação de dióxido de enxofre e Zyklon B. A câmara de gás foi mal construída e este método de matar foi abandonado após três meses.  Ao longo da guerra, ao contrário dos campos alemães, a maioria dos presos foi morta com facas ou objetos contundentes.  
No início de 1942, as condições em Jasenovac melhoraram um pouco, em antecipação à visita de uma delegação da Cruz Vermelha. Os reclusos mais saudáveis, que receberam camas e roupas de cama novas, foram autorizados a falar com a delegação, enquanto os doentes e emaciados foram mortos. Depois que a delegação partiu, as condições do campo voltaram ao estado anterior.  Sempre que era pressionado para obter informações pelas famílias dos detidos em Jasenovac, Luburić permanecia ambíguo. Quando um funcionário público judeu croata chamado Dragutin Rosenberg tentou persuadi-lo a permitir que alimentos e roupas fossem entregues a Jasenovac, nome por nome, Luburić apenas concordou com remessas a granel, para não revelar quais detidos ainda estavam vivos.  Luburić também se mostrou imune a subornos, como exemplificado pelo caso de Julius Schmidlin, um representante da Cruz Vermelha, que tentou subornar Luburić para que tratasse os presos de Jasenovac de forma mais humana, mas foi rejeitado com raiva.  Além disso, Luburić não tolerou o mau uso de bens apreendidos aos reclusos do campo, como exemplificado pela sua resposta ao chamado Caso do Ouro, no qual os guardas do campo foram apanhados a tentar contrabandear jóias confiscadas para fora de Jasenovac. Luburić ordenou que os culpados fossem mortos. Entre os mortos estava o irmão do vice de Luburić, Ivica Matković, que foi espancado até a morte. 

### Ofensiva Kozara

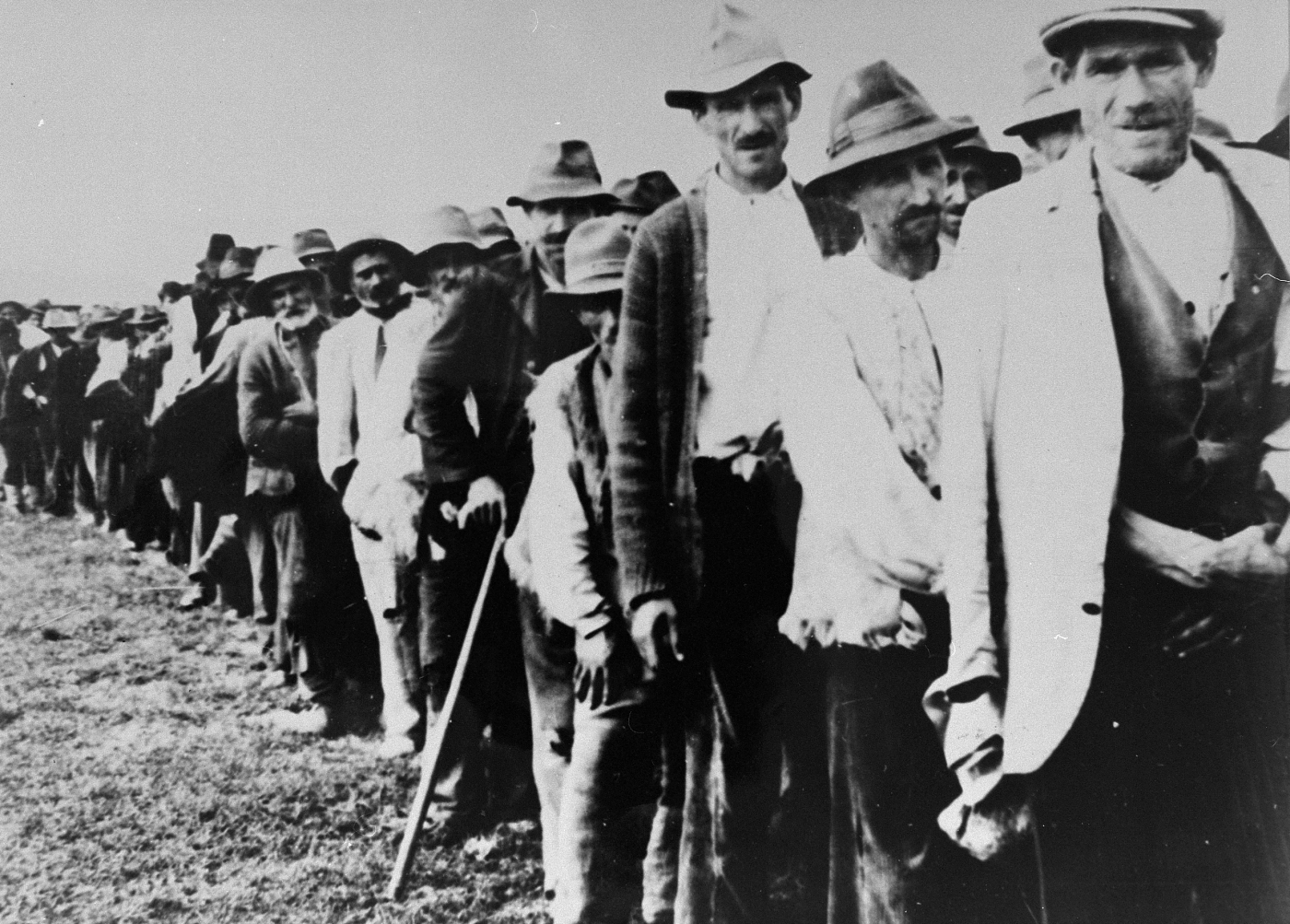
A deportação de sérvios e ciganos de Kozara

Em 21 de dezembro de 1941, unidades Ustaše sob o comando de Luburić, Rukavina e Moškov marcharam para Prkosi, perto de Bosanski Petrovac.  Luburić declarou: "Temos que matar todos, em Prkos [sic] e em todas as suas aldeias, até ao último homem, até mesmo as crianças."  Os Ustaše prenderam mais de 400 civis sérvios, a maioria mulheres, crianças e idosos. Pouco depois, eles foram levados para uma floresta próxima e mortos.  Em 14 de janeiro de 1942, Luburić liderou um grupo de Ustaše na aldeia de Draksenić, no norte da Bósnia, e ordenou a morte dos seus habitantes. Mais de 200 aldeões foram mortos no massacre que se seguiu, a maioria mulheres, crianças e idosos.  Em meados de 1942, o Departamento de Inteligência e Propaganda do Estado (em croata:  Državni izvještajni i promičbeni ured; DIPU) emitiu um aviso severo a todos os jornais do NDH, proibindo-os de reportar sobre Luburić, o Gabinete III e os chamados "centros de recolha" do NDH.  Apesar do aviso da DIPU, Luburić apareceu em um curta-metragem de propaganda de 1942 intitulado Guarda no Drina (em croata:  Straža na Drini, em alemão:  Wacht an der Drina). 
Em junho de 1942, a Wehrmacht, a Guarda Nacional e a Milícia Ustaše lançaram a Ofensiva Kozara, destinada a desalojar as formações partisans em torno do Monte Kozara, no noroeste da Bósnia, que ameaçavam o acesso da Alemanha à linha ferroviária Belgrado–Zagreb.  Embora os guerrilheiros tenham sofrido uma derrota humilhante, a população civil da área suportou o peso da ofensiva. Entre 10 de junho e 30 de julho de 1942, 60.000 civis que viviam nas proximidades do Monte Kozara, na sua maioria sérvios, foram detidos e levados para campos de concentração.   "Kozara foi inocentado até o último homem", escreveu o general plenipotenciário da Wehrmacht Edmund Glaise-Horstenau, "e da mesma forma, a última mulher e o último filho." 
Após o despovoamento de Kozara, Luburić previu a criação de um "imposto" anual, através do qual os rapazes sérvios seriam retirados das suas famílias, condicionados a renunciar à sua identidade nacional sérvia, e introduzidos na Ustaše. No final de 1942, ele “adotou” 450 meninos que haviam sido deslocados durante os combates ao redor do Monte Kozara.  Vestidos com vestes pretas Ustaše, Luburić apelidou os meninos de "pequenos janízaros", uma alusão ao sistema devşirme do Império Otomano, que viu dezenas de milhares de meninos retirados de famílias cristãs nos Bálcãs e introduzidos no exército otomano. Todas as manhãs, os "janízaros" de Luburić eram forçados a participar em exercícios militares e a rezar o Pai-nosso.  A experiência falhou e a maioria dos meninos recusou-se a se tornar Ustaše.  A maioria morreu posteriormente de desnutrição, disenteria e outras doenças.  Centenas de outras crianças raptadas pelos Ustaše no rescaldo da Ofensiva Kozara foram salvas por um grupo de voluntários da Cruz Vermelha de Zagreb, liderados por Diana Budisavljević.  Em seu diário, Budisavljević relembrou um encontro que teve com Luburić em Stara Gradiška, no qual este último a repreendeu e a seus colegas por "se preocuparem apenas com as crianças sérvias", enquanto havia crianças croatas e muçulmanas bósnias em todo o NDH que também sofriam. De acordo com Budisavljević, Luburić ameaçou detê-la e aos seus colegas, alertando ameaçadoramente que "ninguém saberia o que lhes tinha acontecido ou o seu paradeiro". 

### Prisão domiciliar e interrupção da conspiração Lorković–Vokić
Em agosto de 1942, Luburić foi promovido ao posto de Bojnik (Major).  Glaise-Horstenau reclamou com Pavelić que Luburić estava interferindo nas operações alemãs.  Os alemães desconfiavam de Luburić, com um dos seus memorandos internos descrevendo-o como "uma personalidade neurótica e patológica".  Procurando apaziguar os alemães, Pavelić transferiu Luburić para Travnik.  Ele o nomeou comandante do 9º Regimento de Infantaria da Guarda Interna Croata (em croata:  Deveta pješačka pukovnija), cujo objetivo seria proteger a fronteira do NDH com o Montenegro ocupado pelos italianos na Herzegovina Oriental, que tinha uma forte presença Chetnik. 
Enquanto o 9º Regimento de Infantaria se preparava para partir para a Herzegovina, Luburić atirou e matou um dos guardas sob seu comando. [i] O assassinato gerou protestos entre os Guardas Nacionais.  Luburić foi imediatamente destituído do comando, que passou para o coronel Franjo Šimić.  No final de novembro, a pedido dos alemães, Luburić foi colocado em prisão domiciliária, que passou num apartamento em Zagreb juntamente com a sua mãe e meias-irmãs.  Stanko Šarc foi nomeado para supervisionar as operações em Jasenovac na ausência de Luburić. A adjunta de Luburić, Ivica Matković, foi substituída por Ivica Brkljačić.  Os termos da prisão domiciliar de Luburić foram muito brandos e ele foi autorizado a sair de seu apartamento para passear.  Luburić exerceu o controle de facto sobre as operações em Jasenovac, apesar de ter sido oficialmente substituído.   Por exemplo, no final de 1942, ele providenciou a libertação de Miroslav Filipović, que havia sido preso por cometer uma série de atrocidades contra a população sérvia do norte da Bósnia. Filipović foi posteriormente nomeado comandante do Stara Gradiška.  Por um período de dois meses, Maček e sua esposa viveram ao lado de Luburić e sua família. De acordo com Maček, a mãe de Luburić disse aos prantos à esposa de Maček que ela se arrependeria de ter dado à luz Luburić se seu filho tivesse sido responsável pelas atrocidades que, segundo rumores, ele cometeu. 
No final de 1942, a crescente agitação no NDH começava a prejudicar os interesses alemães no Sudeste da Europa. Os alemães começaram a pressionar Pavelić para trazer estabilidade ao NDH. Para este fim, encorajaram-no a pôr fim às atrocidades Ustaše contra os sérvios. Em resposta, os Ustaše estabeleceram a chamada Igreja Ortodoxa Croata, cujo objetivo era assimilar a população sérvia do NDH, designando-os como "croatas de fé ortodoxa".  Pavelić apontou Slavko e Dido Kvaternik como bodes expiatórios para todos os problemas do NDH. Ele culpou o primeiro pela incapacidade da Guarda Nacional e da Milícia Ustaše de controlar os guerrilheiros e os chetniks, e o último pelos massacres de sérvios, embora as atrocidades tenham sido cometidas com o conhecimento de Pavelić. Em outubro de 1942, a dupla pai e filho foi exilada na Eslováquia.  Em 21 de janeiro de 1943, a UNS foi dissolvida e amalgamada na Direção Principal de Segurança e Ordem Pública (em croata:  Glavno ravnateljstvo za javni red i sigurnost; GRAVSIGUR), que foi criado para substituir o RAVSIGUR no início daquele mês. O GRAVSIGUR assumiu então a responsabilidade pela administração dos campos de concentração do NDH. 
Ainda oficialmente em prisão domiciliária, Luburić mudou-se para a aldeia de Šumec, perto de Lepoglava, em meados de 1943. Nessa época, ele também começou a planejar operações de guerrilha contra os guerrilheiros com o oficial da Gestapo Kurt Koppel no caso de derrota da Alemanha.  O número de partidários no NDH continuou a crescer, de apenas 7.000 em 1941, para 25.000 em 1942 e 100.000 no final de 1943. Em 8 de setembro de 1943, os italianos capitularam perante os Aliados. Inúmeras unidades italianas renderam-se aos guerrilheiros, que as desarmaram e adquiriram assim uma quantidade significativa de armamento moderno.  Luburić permaneceu afastado dos gramados durante grande parte de 1944, mas sua sorte mudou depois que a conspiração Lorković-Vokić veio à tona em agosto de 1944. Em 30 de agosto, Luburić supervisionou pessoalmente as prisões dos ministros do governo Mladen Lorković e Ante Vokić.   Lorković, o Ministro da Administração Interna, e Vokić, o Ministro da Defesa, foram acusados de conspirar para derrubar Pavelić e instalar um governo pró-Aliado.   Após as suas detenções, Luburić foi encarregado de interrogar Lorković e Vokić, bem como outros suspeitos de conspiração. Naquele mês de outubro, Luburić foi promovido ao posto de Pukovnik (Coronel).  Em dezembro de 1944, a Guarda Nacional Croata e a Milícia Ustaše foram unificadas para criar as Forças Armadas Croatas.  Em 7 de dezembro, Luburić forçou mais de trinta membros do colaboracionista Corpo de Voluntários Sérvios a sair de um trem que passava pela principal estação ferroviária de Zagreb e ordenou que fossem fuzilados. Destinados à Eslovênia, receberam a aprovação de Pavelić para passar por Zagreb sem serem interrompidos, mas Luburić não demonstrou qualquer consideração.  

### Terror em Sarajevo

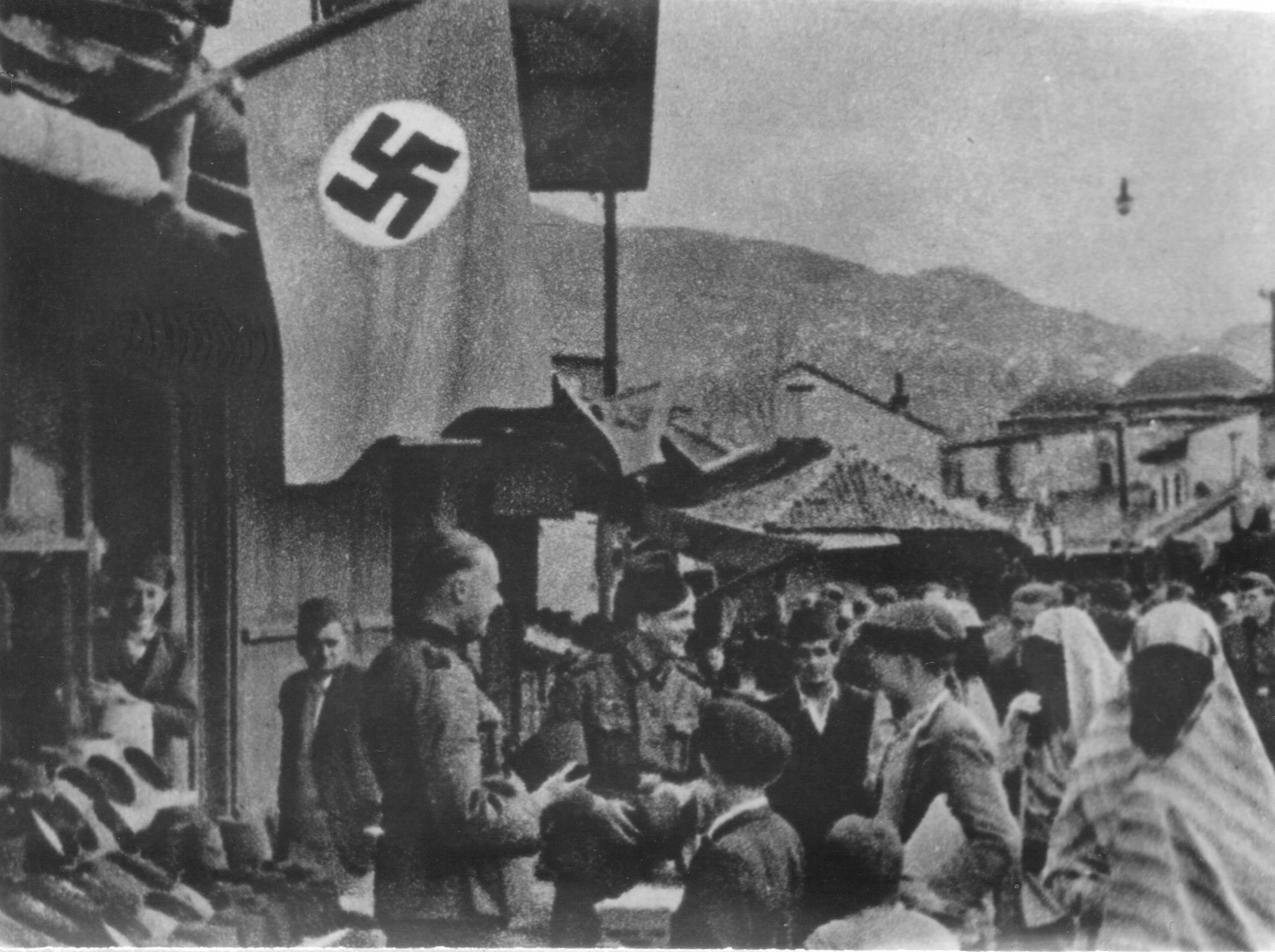
Sarajevo ocupada pelos alemães

No início de 1945, Pavelić despachou Luburić para Sarajevo para minar a resistência comunista local.  Luburić chegou à cidade no dia 15 de fevereiro.  Cinco dias depois, Hitler declarou Sarajevo uma Festung (ou "fortaleza"), insistindo que fosse defendida a todo custo. Hitler nomeou o general Heinz Kathner para organizar as defesas da cidade em antecipação a um ataque partidário.  Em 24 de fevereiro,  Kathner organizou um banquete em homenagem a Luburić.  No banquete, Luburić anunciou a sua intenção de destruir a resistência comunista em Sarajevo.  Luburić logo nomeou nove oficiais Ustaše para uma força-tarefa especial para realizar execuções de comunistas conhecidos e suspeitos. Sua sede ficava dentro de uma vila no centro de Sarajevo, que ficou conhecida como a “casa do terror” entre os moradores da cidade. 
Em 1º de março, os guerrilheiros lançaram a Operação Sarajevo, que visava arrancar a cidade dos alemães e dos Ustaše.  No início de março, Sarajevo foi cercada e isolada do resto do NDH.  Luburić estabeleceu um tribunal arbitrário que apelidou de Tribunal de Guerra Criminal do Comandante Luburić, que tratava de casos de alegada traição.  O tribunal também tratou de cobranças mais gratuitas, como fixação de preços.   O primeiro grupo de prisioneiros a ser julgado foi um grupo de 17 refugiados muçulmanos de Mostar.  Ao longo do mês, dezenas de supostos comunistas foram executados.  As detenções e subsequentes execuções foram de natureza alarmantemente arbitrária, o que apenas serviu para exacerbar o terror sentido pelos habitantes de Sarajevo.  Segundo os sobreviventes, o método de tortura mais utilizado pelos agentes de Luburić envolvia amarrar as mãos dos prisioneiros atrás das costas, colocar as mãos entre as pernas, colocar uma vara entre os joelhos, pendurá-los de cabeça para baixo e depois espancá-los. Estas sessões de tortura, que os Ustaše chamavam eufemisticamente de interrogatórios, eram geralmente seguidas pela execução ou deportação do prisioneiro para um campo de concentração. Diz-se que Luburić se deleitou em convidar os familiares das suas vítimas para a villa e depois descrever detalhadamente como os seus entes queridos foram torturados e mortos. À medida que as matanças avançavam, alguns moradores de Sarajevo recorreram a abrigos antiaéreos temendo pelas suas vidas, embora a cidade não fosse bombardeada há semanas. 

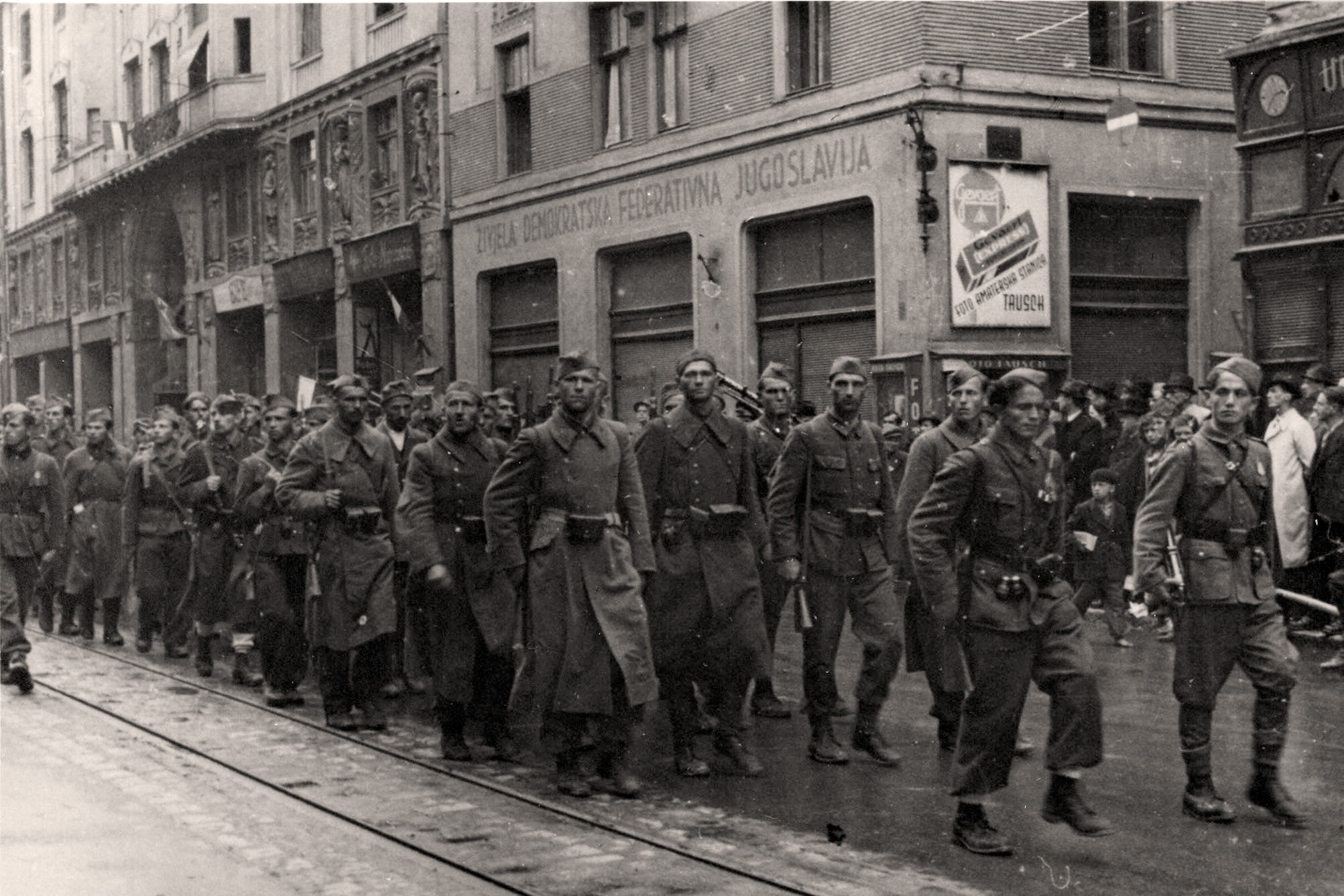
Os guerrilheiros iugoslavos em Sarajevo

Em 16 de março, Luburić convocou uma reunião de mais de 1.000 figuras políticas e militares Ustaše e, na presença de altos funcionários alemães, emitiu uma declaração denunciando o bolchevismo, a Conferência de Ialta e o novo governo comunista em Belgrado.  Em 21 de março, os Ustaše descobriram uma conspiração para assassinar Luburić. O seu suposto assassino era um jovem comunista chamado Halid Nazečić, que foi traído por um dos seus cúmplices.  Quatro Ustaše foram posteriormente mortos em ataques partidários na cidade.  Na noite de 27 para 28 de março, os Ustaše enforcaram cinquenta e cinco sarajenhos em árvores e postes de luz no bairro de Marindvor, em Sarajevo.   Placas com a frase "Viva o Poglavnik!" foram colocados em volta de seus pescoços.   Seus corpos foram deixados pendurados como exemplo para outros.  Aqueles que tentavam recuperar os corpos foram alvejados.  Em 4 de abril, Luburić e sua comitiva deixaram Sarajevo. Cerca de 350 policiais Ustaše e 400 soldados Ustaše ficaram para trás para defender a cidade.  O reinado de terror de Luburić em Sarajevo ceifou 323 vidas, de acordo com uma comissão de crimes de guerra do pós-guerra.   Várias centenas de outros foram deportados para campos de concentração.  Os Partisans entraram em Sarajevo em 6 de abril e proclamaram a sua libertação. A captura da cidade coincidiu com o quarto aniversário da invasão da Iugoslávia pelo Eixo.  A exumação de corpos no quintal da villa de Luburić, muitos dos quais pertenciam a crianças, foi documentada por uma equipa de filmagem soviética.  Outra testemunha das consequências dos crimes de Luburić foi o jornalista americano Landrum Bolling, que se lembra de ter visto uma sala cheia de corpos "empilhados como lenha uns sobre os outros".   Muitos dos cadáveres apresentavam sinais de tortura e mutilação. Entre os cadáveres estava o de Halid Nazečić, cuja cabeça foi mutilada, os olhos arrancados e os órgãos genitais queimados com água fervente. 

### Destruição do Estado Independente da Croácia
Ao deixar Sarajevo, Luburić embarcou num avião para Zagreb. Ao tentar pousar no campo de aviação de Borongaj, o avião de Luburić caiu em uma pista danificada por uma bomba. Luburić sofreu um ferimento na cabeça e teve de ser hospitalizado. Pavelić visitou Luburić enquanto ele convalescia e encontrou seu subordinado cansado e desiludido, acusando os alemães de trair a Croácia.  Pouco depois, Luburić foi promovido ao posto de General.  No início de abril, ele ordenou que os prisioneiros restantes de Jasenovac fossem mortos.  Ele também ordenou que os documentos relativos ao funcionamento do campo fossem destruídos e que os cadáveres das valas comuns circundantes fossem exumados e cremados. Vários indivíduos que possuíam informações incriminatórias relativas às atividades de Luburić durante a guerra, como o agente da Gestapo Koppel, foram mortos a seu pedido.  No final de abril, Luburić aprovou as execuções de Lorković e Vokić, bem como de outros que estavam implicados na conspiração Lorković-Vokić. 
À medida que os guerrilheiros se aproximavam, Luburić sugeriu que os Ustaše fizessem a sua última resistência em Zagreb, mas Pavelić recusou.  Os Ustaše estavam divididos quanto ao que fazer. Alguns propuseram recuar para a Áustria o mais rápido possível. Outros, entre eles Luburić, defenderam o estabelecimento de formações irregulares no campo que realizariam ataques de guerrilha após o desaparecimento do NDH.  Em 24 de abril, quarenta e três ciganos e sinti foram mortos em Hrastina pelos seguidores de Luburić.  No início de maio, Luburić reuniu-se com o Arcebispo de Zagreb, Aloísio Stepinac, que lhe implorou que não opusesse resistência armada contra os partisans. Em 5 de maio, o governo do NDH deixou Zagreb, seguido por Pavelić. Em 15 de maio, o NDH entrou em colapso total.  Dezenas de milhares de Ustaše se renderam ao Exército Britânico, mas foram devolvidos aos Partidários. Um número incontável foi morto em subsequentes assassinatos de represália partisan, juntamente com vários milhares de colaboracionistas sérvios e eslovenos. 
Alguns Ustaše, que vieram a ser conhecidos como Cruzados (em croata:  Križari), permaneceram na Iugoslávia e realizaram ataques de guerrilha contra os comunistas.  Entre eles estava um pequeno grupo de combatentes liderados por Luburić, que permaneceu nas florestas do sul da Eslovênia e do norte da Eslavônia, lutando com o recém-formado Exército Popular Iugoslavo (em servo-croata:  Jugoslovenska narodna armija; JNA).  Luburić evitou a captura e provável execução colocando seus documentos de identificação ao lado do corpo de um soldado morto. Através de Matković e Moškov, Luburić enviou uma carta a Pavelić, que tinha fugido para a Áustria, na qual sinalizava a sua intenção de continuar a lutar. Existem três relatos diferentes das atividades de Luburić na Iugoslávia do pós-guerra. Segundo um deles, Luburić dirigiu-se então para o sul em direção à cordilheira Bilogora, onde se encontrou com um grupo de mais de cinquenta cruzados sob a liderança de Branko Bačić. Seguiram para oeste, estabelecendo uma base em Fruška Gora. Em novembro de 1945, Luburić e cerca de uma dúzia de cruzados cruzaram a fronteira húngaro-iugoslava e escaparam da Iugoslávia. A segunda versão sustenta que Luburić foi ferido num tiroteio com o JNA, e transportado através do rio Drava para a Hungria pelo general Rafael Boban, que posteriormente regressou à Jugoslávia e nunca mais se ouviu falar dele. A terceira versão, defendida pelo próprio Luburić, é que Luburić lutou com os Cruzados até finais de 1947, quando foi gravemente ferido e forçado a deixar o país. 
A meia-irmã de Luburić, Nada, e seu marido Dinko Šakić fugiram para a Argentina.  Alguns dos parentes restantes de Luburić não tiveram tanta sorte. Miloš foi capturado pelas autoridades iugoslavas em julho de 1947, juntamente com vários outros cruzados, depois de voltar furtivamente ao país como parte dos esforços de insurgência dos cruzados.  Posteriormente, ele foi levado a julgamento pelas atrocidades que teria cometido durante a guerra. Durante o julgamento, ele confessou detalhadamente seu papel nos assassinatos ocorridos em Jasenovac. Ele foi condenado por todas as acusações e executado em 1948. 

## Anos posteriores

### Exílio
Em 1949, Luburić mudou-se para Espanha.  O país era visto como um destino favorável por muitos exilados Ustaše, visto que foi o único fora do Eixo a reconhecer o NDH.  Luburić entrou na Espanha sob o pseudônimo de Maximilian Soldo. [j] Ao chegar, Luburić foi preso pelas autoridades espanholas, mas libertado pouco depois.  Com o apoio de Agustín Muñoz Grandes, ex-comandante da Divisão Azul, conseguiu se estabelecer no país.  Fixou residência em Benigànim. 
Pavelić, entretanto, instalou-se em Buenos Aires com a família e abriu uma empresa de construção. Ele se tornou o líder não oficial da comunidade de emigrados croatas na América do Sul.  O exílio de Pavelić na distante e remota Argentina tornou-o virtualmente irrelevante aos olhos de um número crescente de emigrados croatas em outros lugares, especialmente na Europa. Confrontado com uma rebelião aberta, em julho de 1950, Pavelić despachou Luburić para Roma como um aviso a qualquer pessoa que desejasse desafiar a sua autoridade nas comunidades de emigrados croatas da Europa Ocidental. Dado o seu histórico durante a guerra, Luburić chegou "com uma reputação terrível", escreve o historiador Guy Walters. Em Agosto, Pavelić emitiu uma declaração num jornal da diáspora croata com sede em Chicago, alertando os croatas contra a adesão a forças armadas estrangeiras. Embora não se pense que Luburić tenha matado nenhum dos adversários políticos de Pavelić no período pós-guerra, a mera invocação do seu nome reduziu drasticamente o tamanho da facção anti-Pavelić entre os emigrados. Quando as reclamações de descontentamento contra Pavelić diminuíram, Luburić regressou a Espanha. Em 1951, apareceu em Hamburgo e criou um centro de recrutamento para a facção pró-Pavelić.  Nesse mesmo ano, fundou um jornal chamado Drina.  Em novembro de 1953, Luburić casou-se com uma espanhola chamada Isabela Hernaiz. O casal teve quatro filhos, dois meninos e duas meninas. 

### Rixa com Pavelić

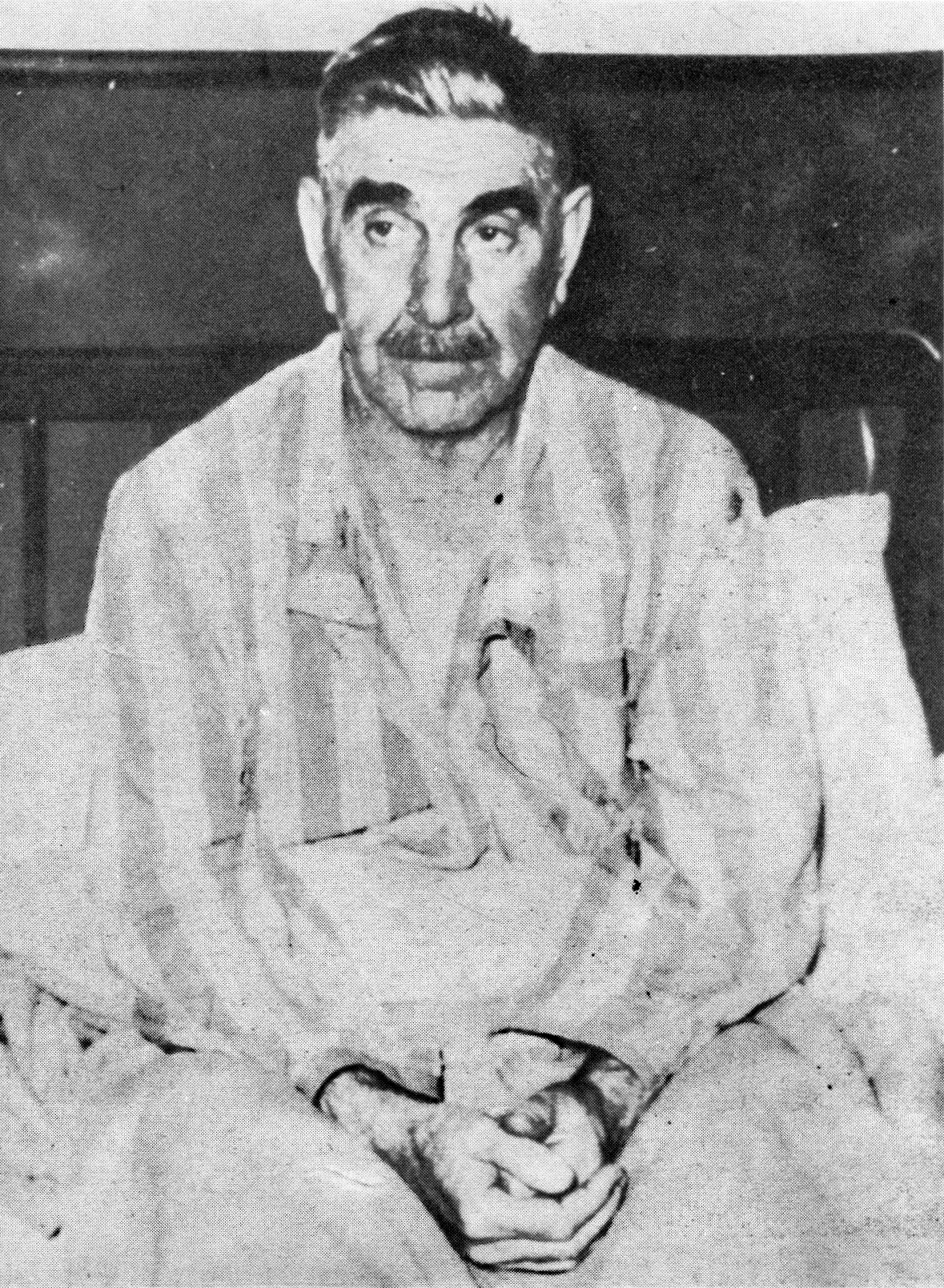
Pavelić se recuperando dos ferimentos em um hospital de Buenos Aires. Após a morte de Pavelić em 1959, Luburić tentou, sem sucesso, assumir o controle do Movimento de Libertação Croata fundado por Pavelić.

Em 1955, Pavelić iniciou discussões com os emigrados de Chetnik sobre a futura partição da Bósnia e Herzegovina entre a Grande Croácia e a Grande Sérvia no caso do colapso da Iugoslávia. Luburić ficou furioso.  Nos seus escritos, Luburić argumentou que a Croácia, tal como o NDH, deveria estender-se até ao rio Drina, mas também incluir áreas da Sérvia, como Sandžak, que nunca fez parte do estado fantoche durante a guerra.  Luburić denunciou veementemente Pavelić e seus seguidores. Pouco tempo depois, fundou a Sociedade Amigos do Drina (em croata:  Društvo Prijatelja Drine) e a Resistência Nacional Croata (em croata:  Hrvatski narodni odpor; HNO).  Em junho de 1956, Pavelić fundou uma organização rival, o Movimento de Libertação Croata (em croata:  Hrvatski oslobodilački pokret; HOP). 
Em 1957, a esposa de Luburić recebeu uma carta anônima detalhando as atrocidades cometidas por seu marido durante a guerra, com grande ênfase em seu papel no assassinato de crianças.  Ela pediu o divórcio logo depois. Durante o processo de divórcio, Luburić obteve a guarda conjunta dos filhos do casal, bem como a posse da sua casa. No mesmo ano, vendeu a casa e mudou-se para a localidade de Carcaixent, perto de Valência, onde abriu uma granja avícola. A fazenda faliu rapidamente e Luburić logo se tornou um caixeiro-viajante.  Ao mudar-se para Carcaixent, fundou a Drina Press, editora amadora, que ficava em sua casa.  Os vizinhos de Luburić, que o conheciam pelo nome de Vicente Pérez García, aparentemente desconheciam o seu passado durante a guerra.  Ele escreveu artigos sob os pseudônimos General Drinjanin e Bojnik Dizdar (Coronel Dizdar).  Nos seus escritos, Luburić admitiu que tinha cometido alguns erros durante a guerra, mas nunca admitiu ou expressou remorso pelas atrocidades que lhe foram atribuídas.  Ele defendeu a "reconciliação nacional" entre os croatas pró-Ustaše e pró-comunistas.  Luburić também afirmou ter feito contacto com os serviços de inteligência da União Soviética.  Ele argumentou que a Croácia deveria se tornar um estado neutro no caso de desintegração da Iugoslávia, o que foi recebido particularmente mal em alguns círculos de emigrados croatas ferozmente anticomunistas. 
Em 10 de abril de 1957, ao retornar de uma reunião comemorativa que marcava o aniversário da criação do NDH em Buenos Aires, Pavelić foi gravemente ferido em uma tentativa de assassinato por parte da Administração de Segurança do Estado (em servo-croata:  Uprava državne bezbednosti; UDBA), o serviço secreto iugoslavo.   Ele morreu em Madrid em dezembro de 1959 de complicações relacionadas aos ferimentos. Devido ao ressentimento mútuo entre os dois homens, Luburić foi impedido de comparecer ao funeral.  Após a morte de Pavelić, Luburić tentou, sem sucesso, assumir o controle do HOP, citando o seu papel como o último comandante das Forças Armadas Croatas. Depois que a liderança sênior do HOP o rejeitou, Luburić seguiu um caminho cada vez mais militarista, estabelecendo campos de treinamento neo-Ustaše em vários países europeus e publicando artigos relacionados a táticas militares e técnicas de guerrilha.  Em 1963, fundou um jornal chamado Obrana ("Defesa"). 

## Morte
Na manhã de 21 de abril de 1969, o filho adolescente de Luburić descobriu o cadáver ensanguentado de seu pai em um dos quartos de sua casa. Luburić havia sido morto no dia anterior. Manchas de sangue no chão indicavam que ele havia sido arrastado da cozinha pelos pés e enfiado grosseiramente debaixo da cama. Ele havia sido espancado várias vezes na cabeça com um instrumento contundente. Uma autópsia determinou que os golpes na cabeça não foram fatais; Luburić engasgou-se com o próprio sangue.  Luburić foi enterrado em Carcagente. Seu funeral contou com a presença de centenas de nacionalistas croatas em uniforme Ustaše, que entoaram slogans Ustaše e fizeram saudações fascistas.  A morte de Luburić significou o fim de Drina e Obrana. 
O assassinato de Luburić ocorreu numa altura em que a UDBA levava a cabo assassinatos de importantes figuras nacionalistas croatas em toda a Europa e as suspeitas recaíam inevitavelmente sobre eles.  Em 1967, Luburić contratou seu afilhado, Ilija Stanić, para trabalhar em sua editora. O pai de Stanić, Vinko, serviu ao lado de Luburić durante a guerra. Ele foi capturado pelas autoridades iugoslavas enquanto lutava com os cruzados e morreu no cativeiro.  Stanić, que vivia e trabalhava na casa de Luburić, regressou à Jugoslávia imediatamente após a morte de Luburić.  Documentos desclassificados da inteligência iugoslava mostram que Stanić era um agente da UDBA, de codinome Mongoose. De acordo com a ata de seu interrogatório de maio de 1969, Stanić disse aos seus treinadores que primeiro colocou veneno no café de Luburić, que lhe foi dado por outro agente da UDBA. Depois que o veneno não conseguiu matar Luburić, Stanić começou a entrar em pânico e foi para seu quarto pegar um martelo. Ao regressar à cozinha, Luburić queixou-se de não se sentir bem. Quando Luburić vomitou na pia, Stanić bateu-lhe várias vezes na cabeça. Luburić caiu no chão, imóvel. Stanić saiu então da cozinha para se certificar de que a porta da frente estava trancada. Quando voltou, viu Luburić parado sobre a pia e estremecendo de dor. Stanić bateu-lhe mais uma vez na cabeça, fracturando-lhe o crânio. Ele então envolveu o corpo de Luburić em cobertores e arrastou-o para um quarto próximo. Stanić afirmou que inicialmente queria esconder o corpo na gráfica, mas que Luburić era muito pesado. Ao entrar no quarto, Stanić escondeu o corpo debaixo da cama e saiu de casa calmamente. 
Numa entrevista de julho de 2009 ao semanário croata Globus, Stanić mudou a sua história, alegando que Luburić tinha sido morto por dois membros do HOP. Ofendido por um comentário depreciativo que Luburić teria feito sobre o pai de Stanić e as suas actividades de guerrilha no pós-guerra, Stanić afirma que procurou os dois homens, que lhe garantiram que pretendiam apenas espancar. No dia em que Luburić foi assassinado, Stanić alegou que permitiu que os homens entrassem na casa de Luburić, e os dois mataram Luburić com um único golpe na cabeça de uma barra de metal pesado.  Em 2012, Stanić mudou mais uma vez a sua história, desta vez acusando dois homens diferentes de matar Luburić. 

## Legado

### Influência no nacionalismo croata
Após a morte de Luburić, a liderança do HNO foi para vários dos seus associados próximos, acabando por se dividir em lideranças rivais na América do Norte, Austrália, Suécia e Argentina. A liderança da facção argentina do HNO foi delegada ao cunhado de Luburić, Dinko Šakić.  Em abril de 1971, dois afiliados do HNO entraram na embaixada da Iugoslávia em Estocolmo e mataram o embaixador da Iugoslávia na Suécia, Vladimir Rolović. Os dois homens foram presos, mas libertados no ano seguinte, depois de um grupo de nacionalistas croatas ter sequestrado um voo doméstico sueco exigindo a sua libertação.  Um dos assassinos de Rolović, Miro Barešić, foi batizado enquanto estava na prisão e adotou o nome de batismo Vjekoslav em homenagem a Luburić.  O HNO contava com vários milhares de membros no seu auge. Membros notáveis incluíram Zvonko Bušić, Gojko Šušak e Mladen Naletilić, entre outros.  Bušić planejou o sequestro do voo 355 da TWA em setembro de 1976.  Šušak tornou-se Ministro da Defesa da Croácia em 1991.  Naletilić foi condenado por cometer crimes de guerra contra civis bósnios durante a Guerra da Bósnia pelo Tribunal Penal Internacional para a ex-Iugoslávia (TPIJ). Ele foi condenado a 20 anos de prisão. 
Durante a Guerra da Independência da Croácia, a admiração aberta por Luburić pôde ser encontrada no corpo de oficiais do Exército Croata. Ante Luburić (sem parentesco), que serviu como oficial superior durante a Batalha de Vukovar, foi apelidado de Maks pelos seus confederados devido à sua ferocidade no campo de batalha. Luburić "parecia satisfeito com o seu apelido", observou o jornalista Robert Fox.  No início de 1992, o general Mirko Norac expressou admiração por Luburić após ser dispensado de suas funções por ordem do presidente croata Franjo Tuđman.  “Fodam-se todos os generais croatas com Tuđman no topo”, observou Norac. "O único general para mim é... Maks Luburić."  Luburić é referenciado nos versos de abertura da canção nacionalista croata "Jasenovac i Gradiška Stara", que diz o seguinte: 
| Jasenovac i Gradiška Stara to je kuća Maksovih mesara ... | Jasenovac e Stara Gradiška essa é a casa dos açougueiros de Maks... |

Darko Hudelist, jornalista e biógrafo de Tuđman, considera Luburić uma das três figuras políticas croatas mais importantes do período pós-guerra, ao lado de Tito e Tuđman.  Hudelist argumenta que Tuđman foi influenciado pelos escritos de Luburić, que apelavam à unificação das facções ideologicamente díspares que constituíam a diáspora croata. Esta tornou-se uma prioridade política fundamental da União Democrática Croata de Tuđman durante a sua presidência.  O historiador Ivo Goldstein concorda com a hipótese de Hudelist e supõe que Luburić, por sua vez, foi influenciado pelos apelos de Francisco Franco à reconciliação entre republicanos e nacionalistas no rescaldo da Guerra Civil Espanhola.  A hipótese de Hudelist foi contestada pelo jornalista Ivan Bekavac, que acusa Hudelist de tentar colocar Tuđman sob uma luz pró-fascista. 
Em 2017, panfletos contendo trechos de um discurso proferido por Luburić apareceram no bairro de Dobrinja, em Sarajevo.  Em Julho de 2018, o Partido Socialista dos Trabalhadores, no poder em Espanha, propôs uma lei contra a memorização de figuras fascistas. Especulou-se que, se a lei fosse aprovada, as autoridades espanholas poderiam usurpar os túmulos de Pavelić e Luburić, sob o pretexto de que se tinham tornado locais de peregrinação para os neofascistas, e transferi-los para locais menos proeminentes ou transferi-los para a Bósnia.  Em 29 de setembro de 2018, o historiador Vlado Vladić realizou um evento em um convento católico romano em Split promovendo seu livro Hrvatski vitez Vjekoslav Maks Luburić ("O Cavaleiro Croata Vjekoslav "Maks" Luburić"). O acontecimento foi condenado pela esquerda croata, que acusou Vladić de glorificar Luburić e a Igreja Católica de facilitar o revisionismo histórico. Entre os presentes estava Dario Kordić, que serviu como vice-presidente da República Croata da Herzeg-Bósnia durante a Guerra da Bósnia. Kordić foi posteriormente considerado culpado de crimes de guerra e crimes contra a humanidade pelo TPIJ pelo seu papel na limpeza étnica do Vale de Lašva, e foi condenado a 25 anos de prisão. 

### Avaliação

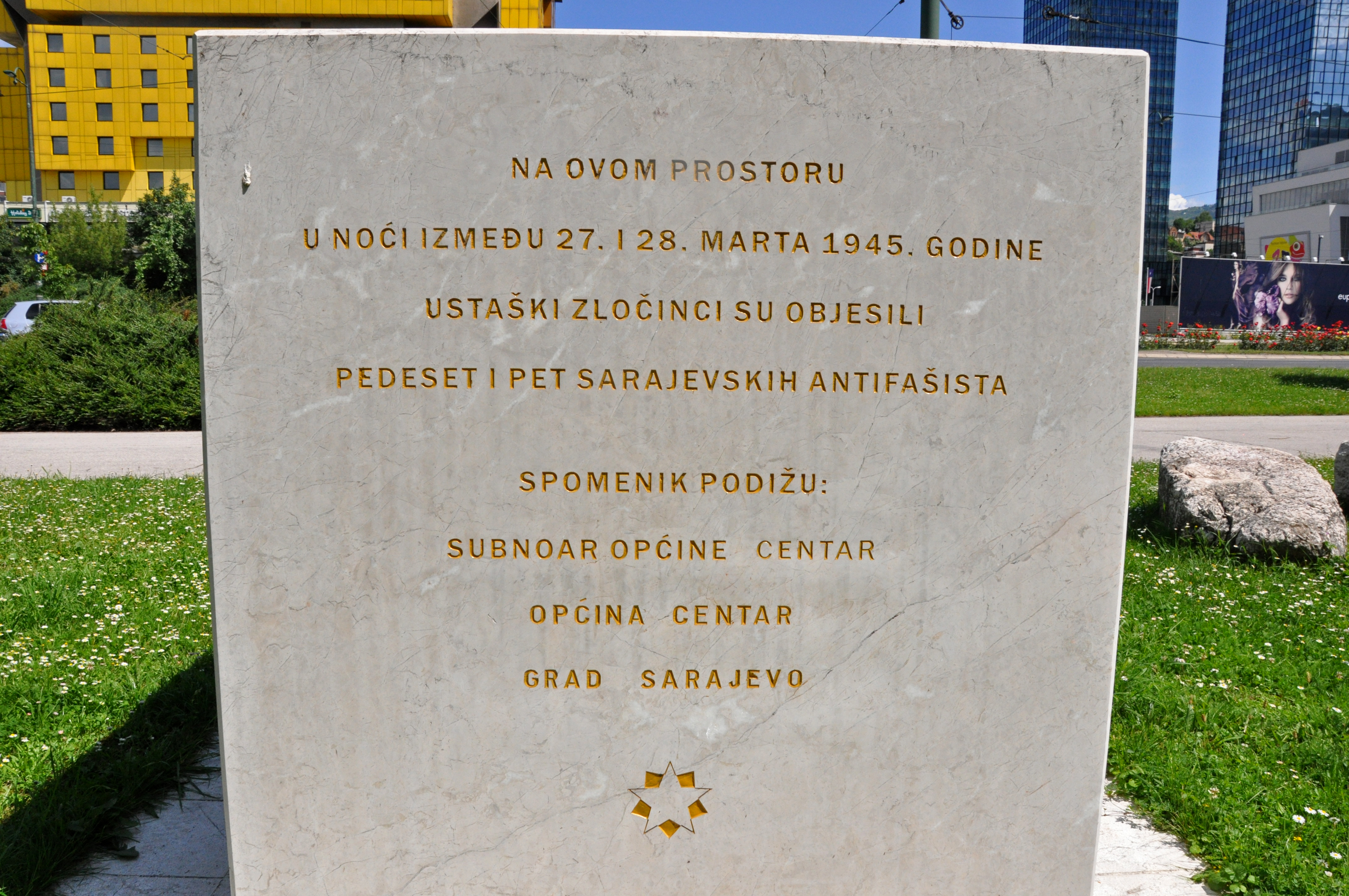
Um monumento em homenagem aos 55 habitantes de Sarajevo enforcados por ordem de Luburić na noite de 27 para 28 de março de 1945

Relatos alemães contemporâneos estimam o número de sérvios mortos pelos Ustaše em cerca de 350.000.  De acordo com o Museu Memorial do Holocausto dos Estados Unidos, entre 320 mil e 340 mil sérvios foram mortos pelos Ustaše ao longo da guerra.  A maioria dos historiadores modernos concorda que os Ustaše mataram mais de 300.000 sérvios, ou cerca de 17 por cento de todos os sérvios que viviam no NDH.  Nos julgamentos de Nuremberg, estas mortes foram consideradas genocídio.  Os Ustaše também foram responsáveis pela morte de 26.000 judeus e 20.000 ciganos.  A historiadora Emily Greble estima que aproximadamente 200.000 mortes durante a guerra podem ser atribuídas a Luburić.  Durante a guerra, Luburić vangloriou-se de que os Ustaše mataram mais sérvios em Jasenovac, "do que o Império Otomano foi capaz de fazer durante a ocupação da Europa".  Ele também confidenciou a Hermann Neubacher, plenipotenciário do Ministério das Relações Exteriores do Reich para o sudeste da Europa, que acreditava que cerca de 225.000 sérvios foram mortos em Jasenovac.  Uma lista incompleta de vítimas compilada pelo Memorial Jasenovac contém os nomes de 83.145 indivíduos, incluindo 47.627 sérvios, 16.173 ciganos e 13.116 judeus.  A maioria dos historiadores concorda que cerca de 100 mil pessoas foram mortas em Jasenovac. 
Em 1998, Šakić foi preso na Argentina. No ano seguinte, foi extraditado para a Croácia para enfrentar acusações de crimes de guerra e crimes contra a humanidade. Šakić foi condenado por todas as acusações e sentenciado a vinte anos de prisão.  Ele morreu em julho de 2008.  A meia-irmã de Luburić, Nada, foi presa na mesma época que seu marido, mas foi libertada por falta de provas. Ela morreu em fevereiro de 2011. Em Julho de 2011, o Governo da Sérvia emitiu um mandado de prisão, aparentemente sem saber que ela tinha morrido no início desse ano. Quando as autoridades sérvias souberam da sua morte, o mandado foi revogado.  Šakić descreveu o seu cunhado como um "humanitário" e "um protector dos judeus".  Vários contemporâneos de Luburić, bem como numerosos estudiosos, ofereceram uma avaliação totalmente diferente. Arthur Häffner, um oficial da Abwehr, denunciou Luburić como um dos "mais ferozes cães de caça" de Pavelić.  Na literatura acadêmica, Luburić é frequentemente descrito como um sádico.  O estudioso do Holocausto Uki Goñi o caracteriza como "um louco sanguinário".  "De todos os bandidos do Poglavnik", escreve Walters, "Luburić foi o pior."  Jozo Tomasevich, um historiador especializado nos Bálcãs, descreveu Luburić como um dos membros "mais brutais e sanguinários" do movimento Ustaše.  Carmichael refere-se a Luburić como "um dos mais notórios criminosos de guerra da Segunda Guerra Mundial".  Os historiadores Ladislaus Hory e Martin Broszat descrevem Luburić como "um dos mais temidos e odiados" líderes Ustaše.  [k]